# Ooty
Ooty, de son nom officiel Udhagamandalam (en tamoul : உதகமண்டலம் , parfois abrégé en உதகை (Udagai) ; en canarais : ಉದಕಮಂಡಲ (Udakamaṇḍala)), et autrefois Ootacamund, est une ville et la capitale du district des Nilgiris dans le nord ouest de l'État indien du Tamil Nadu.

## Histoire

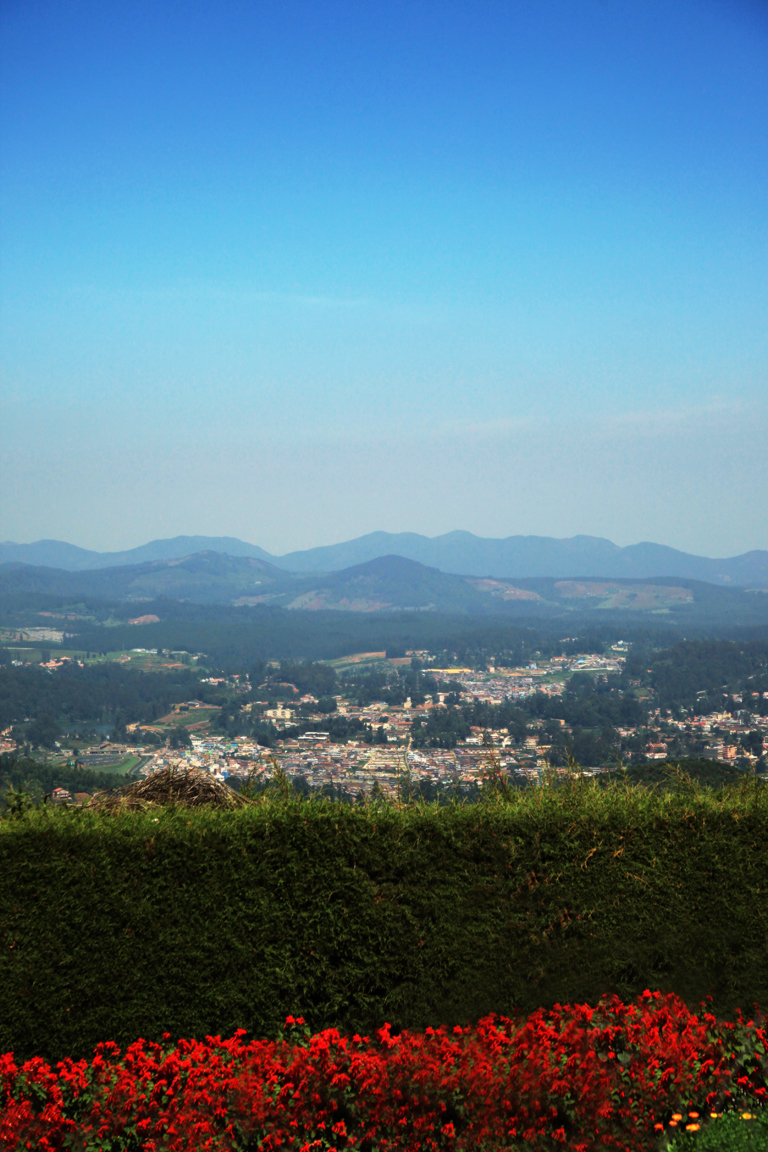
Vue sur Ooty

Cette station climatique à 2 250 m d'altitude fut fondée au début du XIXe siècle pour accueillir le gouvernement de Madras qui voulait prendre le frais en été. Auparavant, cette région était uniquement habitée par les Todas, peuple tribal vouant une adoration toute particulière aux buffles. La ville d'Ootacamund préexistait très probablement en tant que village toda (le suffixe "mund" de son nom (converti plus tard en canarais puis en tamoul en "mandala(m)") servant à désigner le hameau ou le village en langue toda), et fut durant la période moderne sous la suzeraineté du Royaume de Mysore.
Annie Besant y fut assignée à résidence au cours de la Première Guerre mondiale, en raison de son engagement pour l'indépendance de l'Inde.
Vivien Leigh a vécu ici dans son enfance.

## Tourisme
Le voyage de Ooty à Mettupalayam se fait avec le Nilgiri Mountain Railway, petit train à vapeur très pittoresque, appartenant à la Nilgiri Mountain Railway et classé au patrimoine mondial de l'UNESCO en 2005.

### Attractions touristiques

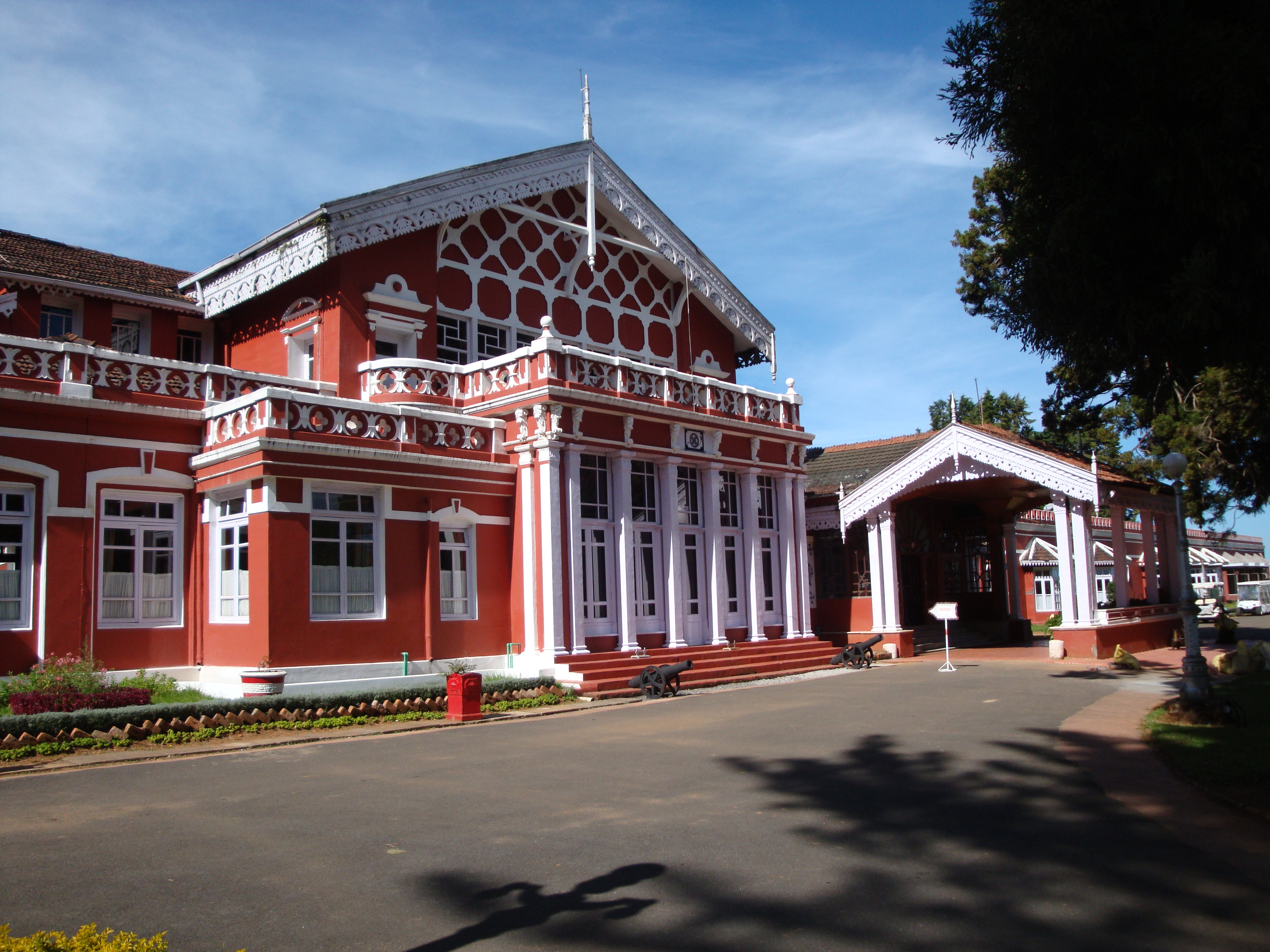
Fernhills Palace à Ooty

Les principales attractions touristiques sont le Jardin Botanique (Government Botanical Garden), la Roseraie (Government Rose Garden), le Stone House (La première demeure d'Ooty), le Fernhill Palace (Résidence secondaire du Maharaja de Mysore et Hôtel de Luxe), le Lac d'Ooty, le mini-zoo (Deer Park), l'Église Saint-Stéphane (Saint Stephen's Church), l'Église de la Sainte Trinité (Holy Trinity Church), le Raj Bhavan (Résidence d'Été du Gouverneur du Tamil Nadu), les usines de fabrication du thé et la Vieille ville (d'architecture britannique).
Les autres lieux touristiques les plus proches sont le Parc national de Mudumalai, le Lac Émeraude (Emerald Lake), le Parc national de Mukurthi et le Lac Avalanche (Avalanche Lake). Les communes de Kotagiri, Glenmorgan et Coonoor sont également d'autres hill stations proches.

## Radiotélescope

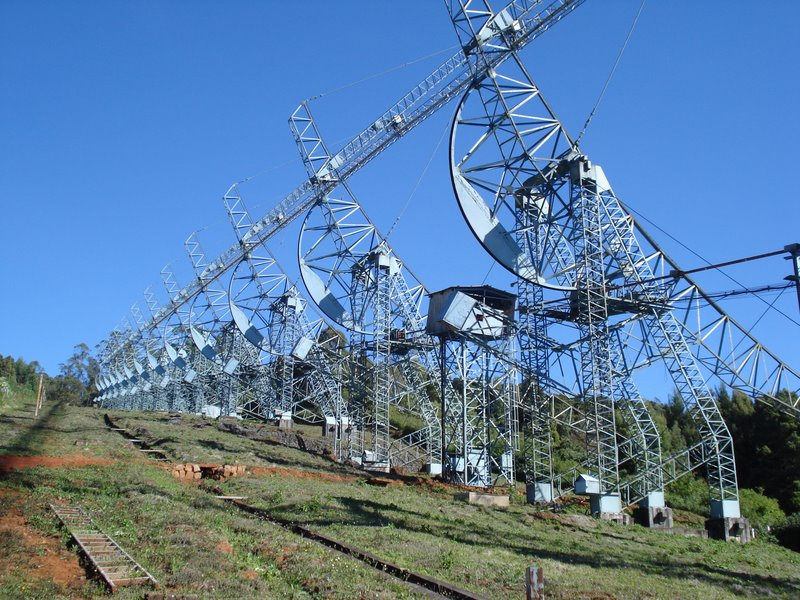
Radiotélescope d'Ooty

À proximité d'Ooty 11° 23′ 00″ N, 76° 39′ 58″ E se trouve un radiotélescope de 530 m de long.